# 62e groupe de reconnaissance de division d'infanterie
Le 62e groupe de reconnaissance de division d'infanterie (62e GRDI) est une unité de l'armée française créée en 1939 ayant participé à la Seconde Guerre mondiale. 

## Historique
Le 62e groupe de reconnaissance de division d'infanterie est créé en septembre 1939 par les centres mobilisateurs de cavalerie no 7 de Lure et no 9 de Niort pour faire partie de la 57e division d'infanterie. Il stationne jusqu'au 21 mai 1940 au camp du Valdahon.
Il est d'abord transféré dans le Haut-Rhin le 22 mai puis dans l'Oise le 7 juin. Il combat à Neufchelles le 10 juin. Puis il couvre le repli de la division vers Meaux. Il défend ensuite le Grand Morin pour permettre le repli de la 239e division légère d'infanterie.  La suite n'est qu'une suite de repli vers le Sud. Le GRDI reçoit une citation collective à l'ordre de l'armée et la croix de guerre 1939-1945 avant d'être dissout.

## Ordre de bataille
Mai 1940 :
- Commandant : Lieutenant-Colonel de Sauveboeuf
- Adjoint : Capitaine de Gontaut-Biron
- Escadron hors rang : Capitaine Fuchs
- Escadron Hippomobile : Capitaine Thamin
- Escadron Motorisé : Capitaine Zeller
- Escadron Mitrailleuses et Canons de 25 : Capitaine de Nesvres